# Le Couronnement de la Vierge (Gerini)
Pour les articles homonymes, voir Couronnement de la Vierge (homonymie).
Le Couronnement de la Vierge est une peinture de Niccolò di Pietro Gerini datant des environs de 1395, conservée au musée des beaux-arts de Montréal.

## Histoire
Le tableau, dont les dimensions laissent à penser à une œuvre de dévotion particulière (corporation, chapelle privée) faisait partie  du fonds John W. Tempest avant d'entrer  par son legs en 1892 dans la collection Art international ancien et moderne du MBAM, maintenant installé dans le pavillon Jean-Noël Desmarais au niveau 4.

## Iconographie
La Vierge est couronnée par son fils dans les cieux où ils trônent en majesté. Des anges témoins de la scène, certains musiciens, les accompagnent dans le registre céleste. Des figures saintes terrestres peuvent aussi contempler la scène depuis le registre terrestre, placé dans le bas de la composition. Elles sont discernables par leurs attributs.

## Description
Marie reçoit la couronne de son fils, tous les deux sont assis sur un large trône en banquette, deux anges tournés vers eux en habits colorés sont placés à droite et deux à gauche. Un dais en tissu chamarré les surmonte.
Dans le registre inférieur, en plus de deux anges musiciens au centre encadrant un vase de fleurs placé sur la première marche de l'estrade, quatre figures saintes sont également placées deux par deux reconnaissables à leurs attributs de sainteté : à gauche, saint François d'Assise avec son crucifix et sainte Marie-Madeleine (avec son flacon de nard) ; à droite, sainte Catherine d'Alexandrie avec la roue de son martyre, et saint Jean le Baptiste avec sa pelisse de chameau et son bâton croisé.
L'inscription en lettres gothiques AVE•MARIA•GRACIA•PLENA•OOM figure en cartel sur le bas de l'encadrement architectonique doré à haut cintré en feuilles d'acanthe et à colonnettes torses.

## Analyse
Les profils des personnages sont conformes au style de Gerini typique du gothique tardif : grand menton, front incliné, nez fort. Ainsi les figures d'anges (tous vus de profil) ne sont différenciées ici que par les couleurs de leurs habits.